# Sticky & Sweet Tour

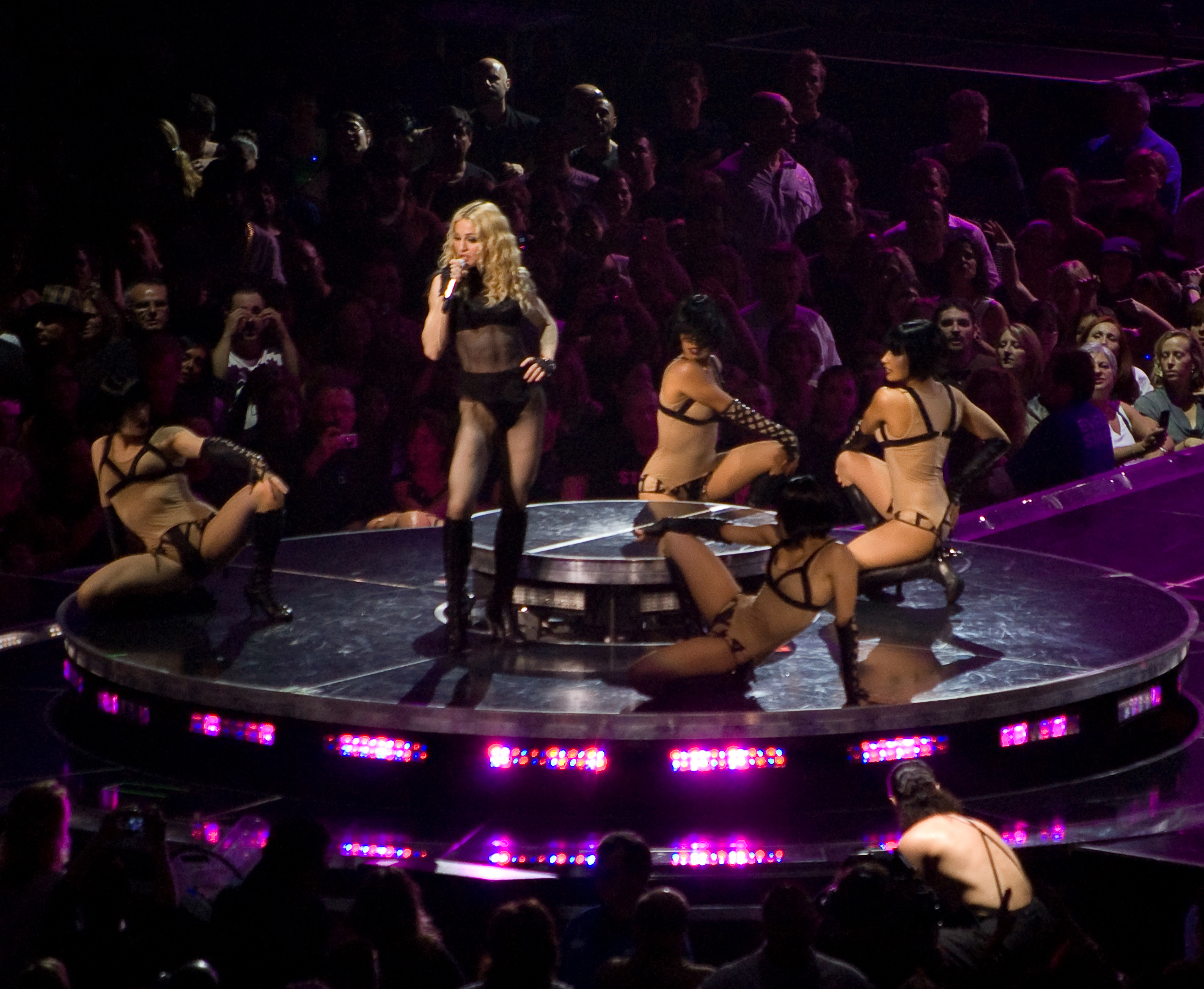
Мадонна исполняет свой супер хит «Vogue».

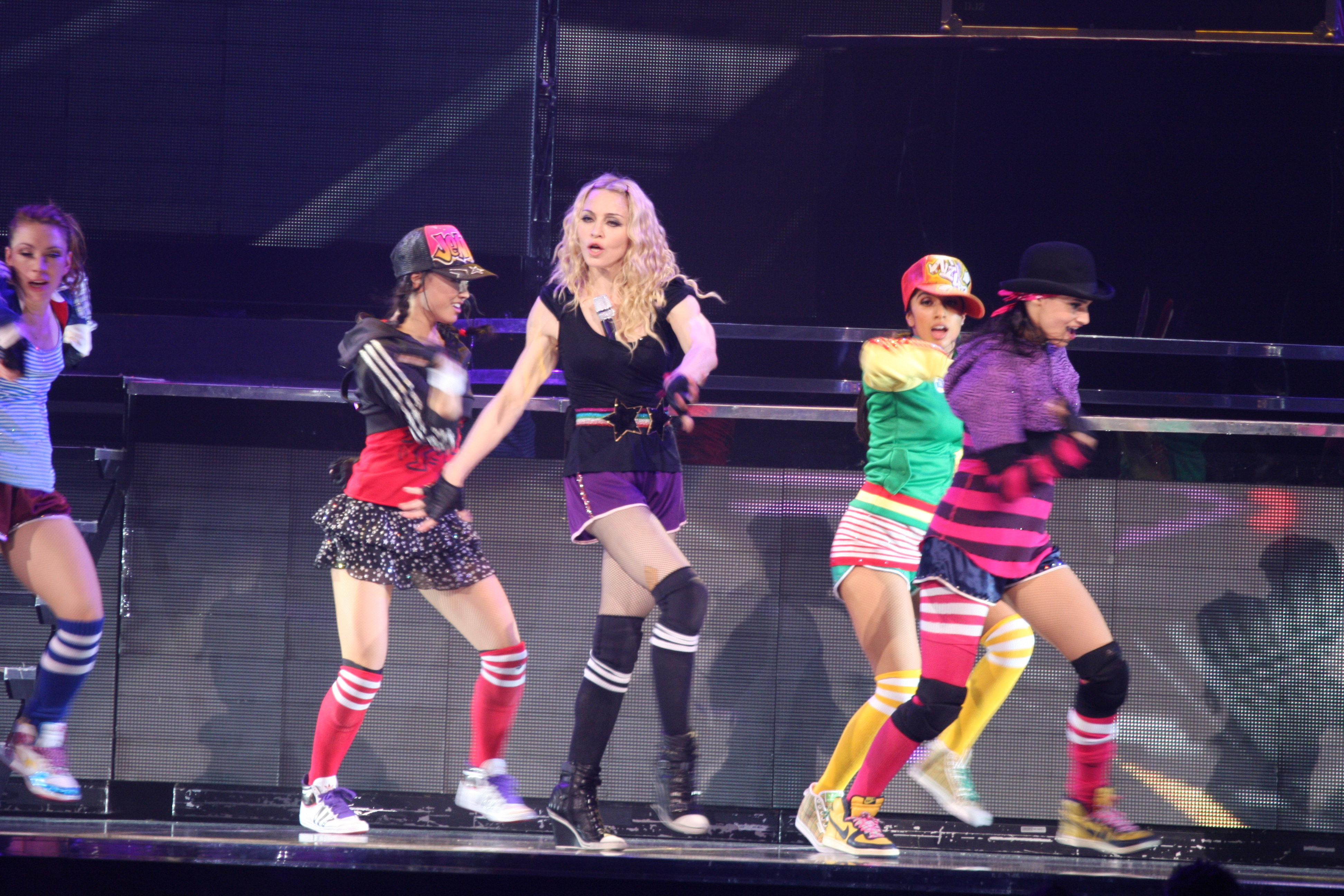
Мадонна во время исполнение, своей песни «Music».

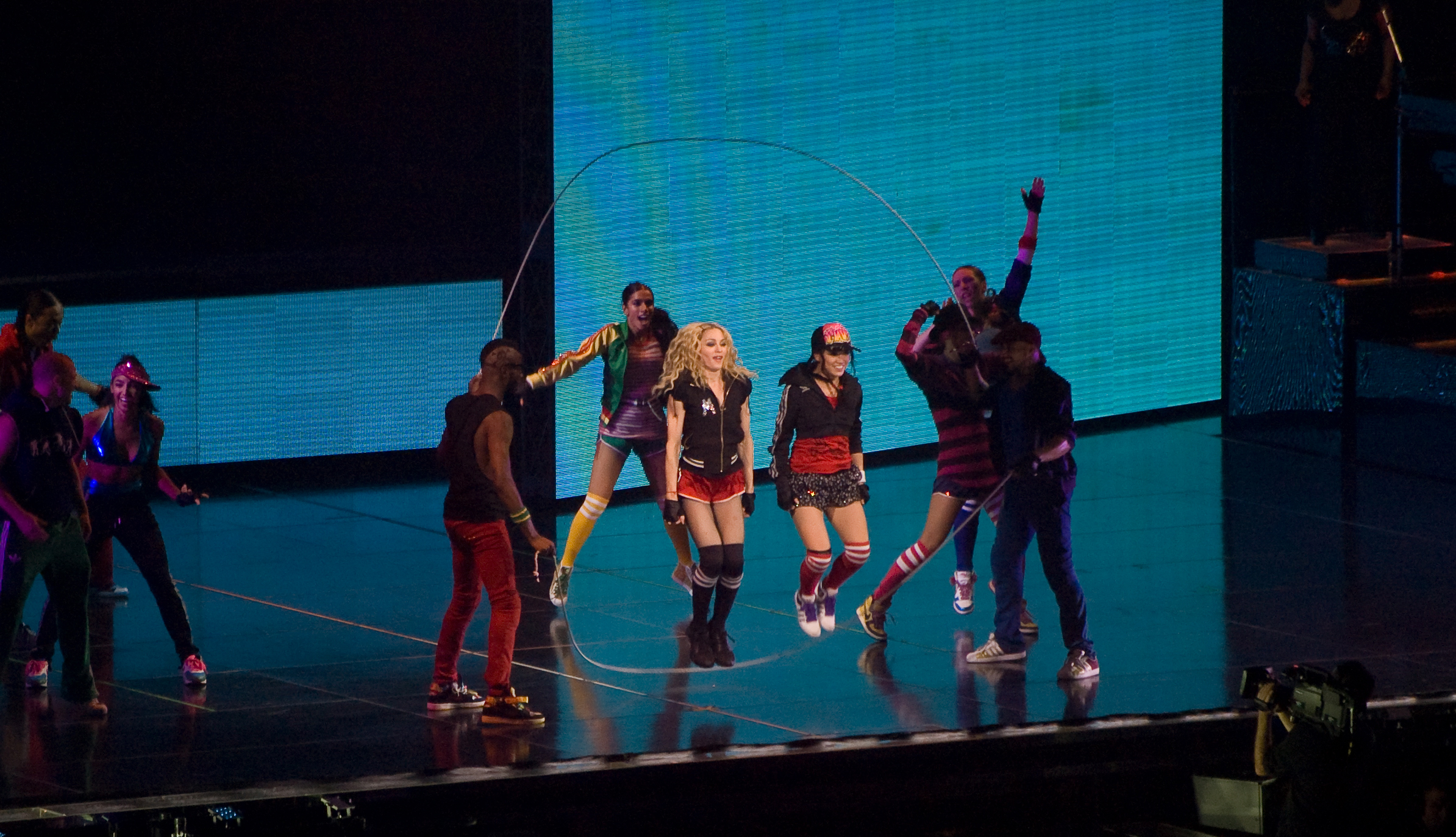
Мадонна исполняет «Into The Groove».

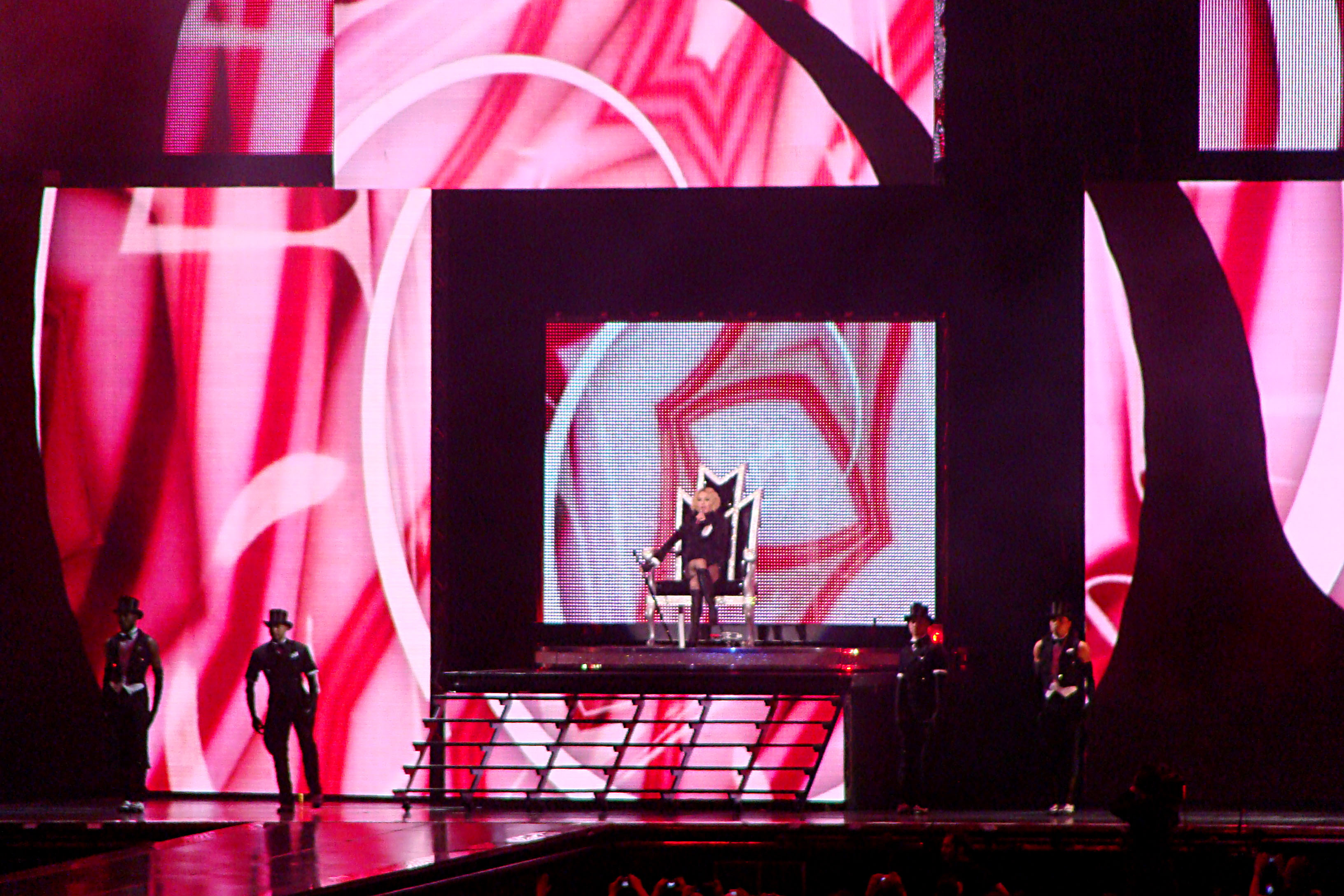
Мадонна исполняет «Candy Shop».

Sticky & Sweet Tour — это восьмой мировой концертный тур американской певицы и автора песен Мадонны в поддержку её альбома Hard Candy. Тур начался 23 августа 2008 в Кардиффе, Уэльс. 27 января 2009 года на официальном сайте Мадонны анонсирована информация о продолжении тура летом 2009 года. 30 января 2009 там же добавлена новость, где среди стран, в которых планировались выступления, была указана Россия.

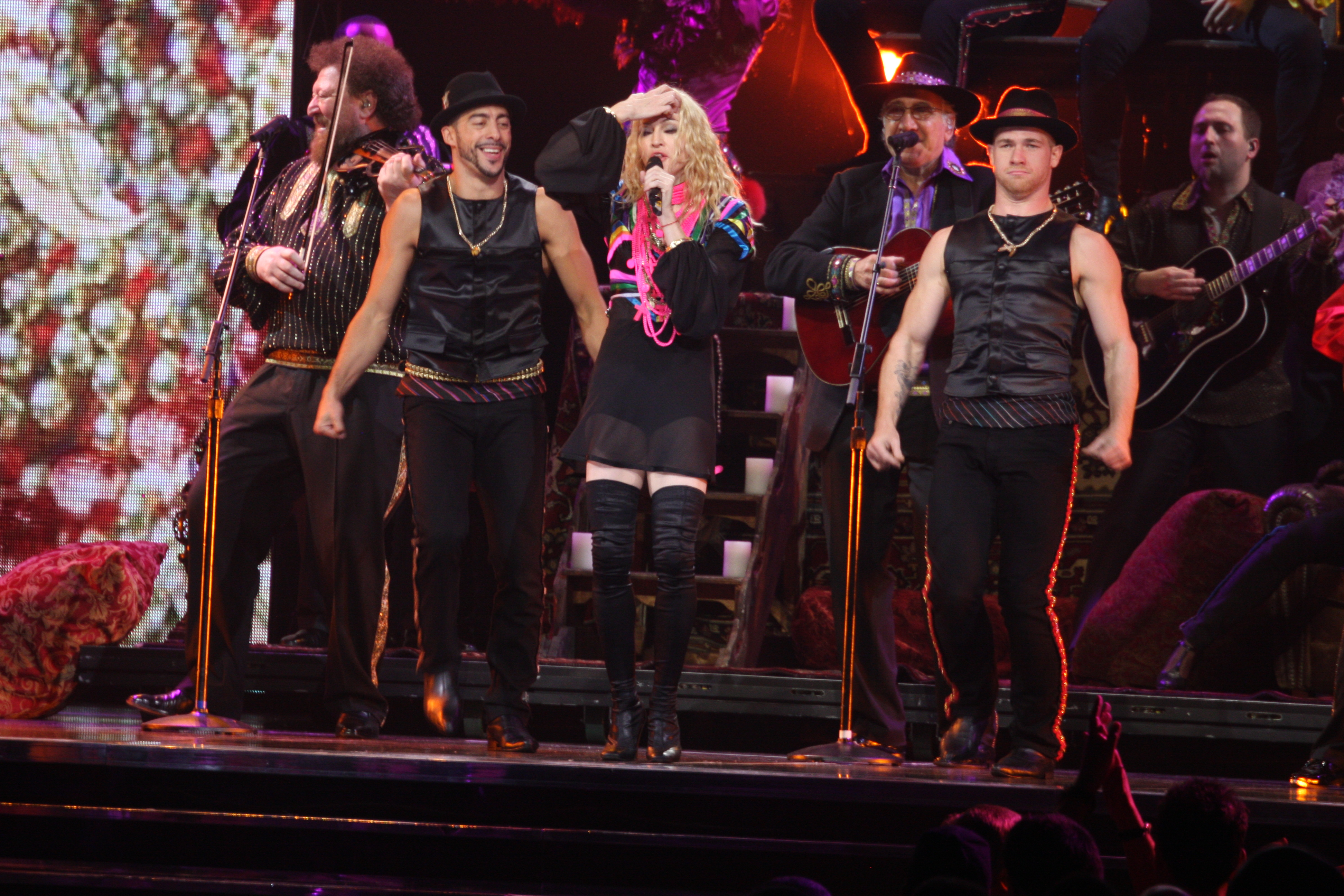
Мадонна исполняет «La Isla Bonita».

Касса турне превысила $408,000,000,(по пересчету в 2017 касса составила $465,400,000), что является вторым результатом в истории (самым кассовым турне было турне Rolling Stones Bigger Bang tour 2005—2007 гг принесшее $558,000,000).

## История
Во время промотура для её одиннадцатого студийного альбома Hard Candy в марте и апреле 2008 года Мадонна говорила в интервью на радио, что она надеется устроить турне в конце лета 2008. 25 апреля французская радиостанция NRJ официально подтвердила, что Мадонна выступит в Стад де Франс 20 сентября 2008.
На концерте 6 ноября 2008 в Лос-Анджелесе на сцене вместе с Мадонной появилась Бритни Спирс во время исполнения композиции Human Nature. Позднее на этом же концерте с Мадонной также выступил Джастин Тимберлейк, исполнив с ней дуэтом композицию 4 Minutes.
2 августа 2009 года Мадонна дала концерт в России в Санкт-Петербурге на Дворцовой площади. По данным организаторов концерт посетило 50 000 человек. Между тем, по данным журнала «Billboard», на концерт было продано 27 103 билета.

## Открытие шоу
Robyn (европейская часть тура)
Benny Benassi (Рим)
Paul Oakenfold (Лондон), (Сантьяго), (Буэнос Айрес), (Санкт-Петербург), (Таллин), (Хельсинки)
Bob Sinclair (Париж)
Тур Мадонны Sticky and Sweet, приуроченный к выходу её альбома «Hard Candy», увидевшего свет в апреле 2008 года, стартовал 23 августа в Кардиффе, Великобритания.
Sticky and Sweet обещает два горячих часа хитов нон-стоп шоу, объединяющее 16 танцоров, 12 музыкантов, более 8 смен костюмов и кристаллы Swarovski на миллион фунтов.
В мировом турне Мадонну кроме 28 артистов 20 национальностей (среди них японцы, австралийцы, алжирцы, израильтяне, русские) сопровождают несколько дизайнеров по костюмам, среди которых бессменная кутюрье певицы Арианн Филипс.

## Сет-лист тура
2008
- «Sweet Machine» (Video Introduction) (содержит семплы из композиций «4 Minutes», «Give It 2 Me» и «Manipulated Living» (авторства Майкла Эндрюса))
- «Candy Shop»
- «Beat Goes On»
- «Human Nature» (содержит семпл из «Gimme More»)
- «Vogue» (содержит семплы из «4 Minutes» и «Give It 2 Me»)
- «Die Another Day» (Remix) (Видеоинтерлюдия)
- «Into the Groove» (содержит семплы из «Toop Toop», «Body Work», «Jump», «Apache» и «Double Dutch Bus»)
- «Heartbeat»
- «Borderline»
- «She’s Not Me»
- «Music» (содержит семплы из «Put Your Hands Up 4 Detroit» и «Last Night a DJ Saved My Life»)
- «Rain» (Remix) (Видеоинтерлюдия) (содержит семплы из «Here Comes the Rain Again»)
- «Devil Wouldn’t Recognize You»
- «Spanish Lesson»
- «Miles Away»
- «La Isla Bonita» (содержит проигрыш из «Lela Pala Tute»)
- «Doli Doli» (Kolpakov Trio solo) (Только танцоры и музыканты)
- «You Must Love Me» ²
- «Get Stupid» (Видеоинтерлюдия) (содержит семплы из «Beat Goes On», «Give It 2 Me», «4 Minutes» и «Voices»)
- «4 Minutes»
- «Like a Prayer» (содержит семпл из «Feels Like Home»)
- «Ray of Light»
- «Hung Up» (содержит семплы «Give It 2 Me» и «4 Minutes»)¹
- «Give It 2 Me» (Jody den Broeder Club Mix)

2009
- «Sweet Machine» (Video Introduction) (содержит семплы из композиций «4 Minutes», «Give It 2 Me» и «Manipulated Living» (авторства Майкла Эндрюса))
- «Candy Shop»
- «Beat Goes On»
- «Human Nature» (содержит семпл из «Gimme More»)
- «Vogue» (содержит семплы из «4 Minutes» и «Give It to Me»)
- «Die Another Day» (Remix) (Видеоинтерлюдия)
- «Into the Groove» (содержит семплы из «Toop Toop», «Body Work», «Jump», «Apache» и «Double Dutch Bus»)
- «Holiday» (содержит элементы из «Celebration», «Everybody», «Billie Jean» с отрывками из «Wanna Be Startin' Somethin»)
- «Dress You Up» (содержит элементы из «My Sharona»)
- «She’s Not Me»
- «Music» (содержит семплы из «Put Your Hands Up 4 Detroit» и «Last Night a DJ Saved My Life»)
- «Rain» (Remix) (Видеоинтерлюдия) (содержит семплы из «Here Comes the Rain Again»)
- «Devil Wouldn’t Recognize You»
- «Spanish Lesson»
- «Miles Away»
- «La Isla Bonita» (содержит проигрыш из «Lela Pala Tute»)
- «Doli Doli» (Kolpakov Trio solo) (Только танцоры и музыканты)
- «You Must Love Me» ²
- «Get Stupid» (Видеоинтерлюдия) (содержит семплы из «Beat Goes On», «Give It 2 Me», «4 Minutes» и «Voices»)
- «4 Minutes»
- «Like a Prayer» (содержит семпл из «Feels Like Home»)
- «Frozen» (содержит элементы из «I’m Not Alone» с отрывками из «Open Your Heart»)
- «Ray of Light»
- «Give It 2 Me» (Jody den Broeder Club Mix)

1. В разных городах Мадонна начинала песню с опроса публики — что спеть из старых хитов, а затем исполняла куплет и припев выбранной песни, после чего переключалась к «Hung Up». Чаще всего этой песней становилась «Express Yourself», также были песни «Like A Virgin», «Holiday», «Open Your Heart», «I Love New York», «Lucky Star», «Dress You Up», «Beautiful Stranger», «American Life», «Burning Up», «Sorry», «Secret», «Material Girl» и «Everybody».
2. 11 октября в Нью-Йорке певица посвятила исполнение песни своей дочери Лурдес.

## Отличия тура 2008 года от тура 2009
- В песне «Candy Shop» был заменен видеоряд
- «Heartbeat» была заменена «Holiday»
- Рок-версия песни «Borderline» была заменена рок-версией песни «Dress You Up»
- В 2009, красная юбка Мадонны в блоке «Старая школа» заменила красные шорты
- Передпоследней песней вместо «Hung Up» стала «Ray Of Light», а на место «Ray Of Light» была поставлена «Frozen»
- После смерти Майкла Джексона Мадонна добавила номер его памяти соединив его с песней «Holiday»
- В интерлюдии Get Stupid был заменен частично видеоряд

## Даты тура
| 2008 год         |                   |                |                                  |
| Европа           |                   |                |                                  |
| 23 августа 2008  | Кардифф           | Великобритания | Millennium Stadium               |
| 26 августа 2008  | Ницца             | Франция        | Stade Charles-Ehrmann            |
| 28 августа 2008  | Берлин            | Германия       | Olympic Stadium                  |
| 30 августа 2008  | Дюбендорф         | Швейцария      | Military Airfield, Dübendorf     |
| 2 сентября 2008  | Амстердам         | Нидерланды     | Amsterdam Arena                  |
| 4 сентября 2008  | Дюссельдорф       | Германия       | LTU Arena                        |
| 6 сентября 2008  | Рим               | Италия         | Olympic Stadium                  |
| 9 сентября 2008  | Франкфурт         | Германия       | Commerzbank Arena                |
| 11 сентября 2008 | Лондон            | Великобритания | Wembley Stadium                  |
| 14 сентября 2008 | Лиссабон          | Португалия     | Parque da Bela Vista             |
| 16 сентября 2008 | Севилья           | Испания        | Olympic Stadium                  |
| 18 сентября 2008 | Валенсия          | Испания        | Circuito Ricardo Tormo Cheste    |
| 20 сентября 2008 | Париж             | Франция        | Stade de France                  |
| 21 сентября 2008 | Париж             | Франция        | Stade de France                  |
| 23 сентября 2008 | Вена              | Австрия        | Danube Island                    |
| 25 сентября 2008 | Будва             | Черногория     | Jaz Beach                        |
| 27 сентября 2008 | Афины             | Греция         | Olympic Stadium                  |
| Северная Америка |                   |                |                                  |
| Дата             | Город             | Страна         | Площадка                         |
| 3 октября 2008   | Ист-Ратерфорд     | США            | Izod Center                      |
| 6 октября 2008   | Нью-Йорк          | США            | Медисон сквер гарден             |
| 7 октября 2008   | Нью-Йорк          | США            | Медисон сквер гарден             |
| 11 октября 2008  | Нью-Йорк          | США            | Медисон сквер гарден             |
| 12 октября 2008  | Нью-Йорк          | США            | Медисон сквер гарден             |
| 15 октября 2008  | Бостон            | США            | TD Banknorth Garden              |
| 16 октября 2008  | Бостон            | США            | TD Banknorth Garden              |
| 18 октября 2008  | Торонто           | Канада         | Air Canada Centre                |
| 19 октября 2008  | Торонто           | Канада         | Air Canada Centre                |
| 22 октября 2008  | Монреаль          | Канада         | Bell Centre                      |
| 23 октября 2008  | Монреаль          | Канада         | Bell Centre                      |
| 26 октября 2008  | Чикаго            | США            | United Center                    |
| 27 октября 2008  | Чикаго            | США            | United Center                    |
| 30 октября 2008  | Ванкувер          | Канада         | BC Place Stadium                 |
| 1 ноября 2008    | Окленд            | США            | Оракл арена                      |
| 2 ноября 2008    | Окленд            | США            | Оракл арена                      |
| 5 ноября 2008    | Сан-Диего         | США            | Petco Park                       |
| 6 ноября 2008    | Лос-Анджелес      | США            | Dodger Stadium                   |
| 8 ноября 2008    | Лас-Вегас         | США            | MGM Grand                        |
| 9 ноября 2008    | Лас-Вегас         | США            | MGM Grand                        |
| 11 ноября 2008   | Денвер            | США            | Pepsi Center                     |
| 12 ноября 2008   | Денвер            | США            | Pepsi Center                     |
| 16 ноября 2008   | Хьюстон           | США            | Minute Maid Park                 |
| 18 ноября 2008   | Детройт           | США            | Форд Филд                        |
| 19 ноября 2008   | Филадельфия       | США            | Wachovia Center                  |
| 22 ноября 2008   | Атлантик Сити     | США            | Boardwalk Hall                   |
| 24 ноября 2008   | Атланта           | США            | Филипс Арена                     |
| 26 ноября 2008   | Майами            | США            | Dolphins Stadium                 |
| 29 ноября 2008   | Мехико            | Мексика        | Foro Sol Stadium                 |
| 30 ноября 2008   | Мехико            | Мексика        | Foro Sol Stadium                 |
| Южная Америка    |                   |                |                                  |
| Дата             | Город             | Страна         | Площадка                         |
| 3 декабря 2008   | Буэнос Айрес      | Аргентина      | River Plate Stadium              |
| 4 декабря 2008   | Буэнос Айрес      | Аргентина      | River Plate Stadium              |
| 6 декабря 2008   | Буэнос Айрес      | Аргентина      | River Plate Stadium              |
| 7 декабря 2008   | Буэнос Айрес      | Аргентина      | River Plate Stadium              |
| 10 декабря 2008  | Сантьяго          | Чили           | Estadio Nacional                 |
| 11 декабря 2008  | Сантьяго          | Чили           | Estadio Nacional                 |
| 14 декабря 2008  | Рио-де-Жанейро    | Бразилия       | Maracanã Stadium                 |
| 15 декабря 2008  | Рио-де-Жанейро    | Бразилия       | Maracanã Stadium                 |
| 18 декабря 2008  | Сан-Паулу         | Бразилия       | Morumbi Stadium                  |
| 20 декабря 2008  | Сан-Паулу         | Бразилия       | Morumbi Stadium                  |
| 21 декабря 2008  | Сан-Паулу         | Бразилия       | Morumbi Stadium                  |
| 2009 год         |                   |                |                                  |
| Европа           |                   |                |                                  |
| Дата             | Город             | Страна         | Площадка                         |
| 4 июля 2009      | Лондон            | Великобритания | The O2                           |
| 5 июля 2009      | Лондон            | Великобритания | The O2                           |
| 7 июля 2009      | Манчестер         | Великобритания | Manchester Evening News Arena    |
| 9 июля 2009      | Париж             | Франция        | Palais Omnisports de Paris-Bercy |
| 11 июля 2009     | Верхтер           | Бельгия        | Festivalpark                     |
| 14 июля 2009     | Милан             | Италия         | San Siro Stadium                 |
| 16 июля 2009     | Удине             | Италия         | Friuli Stadium                   |
| 19 июля 2009     | Марсель (отменен) | Франция        | Stade Vélodrome                  |
| 21 июля 2009     | Барселона         | Испания        | Olympic Stadium                  |
| 23 июля 2009     | Мадрид            | Испания        | Vicente Calderon                 |
| 25 июля 2009     | Сарагоса          | Испания        | Recinto de la Feria de Zaragoza  |
| 29 июля 2009     | Осло              | Норвегия       | Valle Hovin Stadium              |
| 30 июля 2009     | Осло              | Норвегия       | Valle Hovin Stadium              |
| 2 августа 2009   | Санкт-Петербург   | Россия         | Дворцовая площадь                |
| 4 августа 2009   | Таллин            | Эстония        | Tallinn Song Festival Grounds    |
| 6 августа 2009   | Хельсинки         | Финляндия      | West Harbour                     |
| 8 августа 2009   | Гётеборг          | Швеция         | Ullevi Stadium                   |
| 9 августа 2009   | Гётеборг          | Швеция         | Ullevi Stadium                   |
| 11 августа 2009  | Копенгаген        | Дания          | Parken Stadium                   |
| 13 августа 2009  | Прага             | Чехия          | Chodov Natural Amphitheatre      |
| 15 августа 2009  | Варшава           | Польша         | Bemowo Airport                   |
| 18 августа 2009  | Мюнхен            | Германия       | Olympic Stadium                  |
| 22 августа 2009  | Будапешт          | Венгрия        | Kincsem Park                     |
| 24 августа 2009  | Белград           | Сербия         | Ušće Park                        |
| 26 августа 2009  | Бухарест          | Румыния        | Parc Izvor                       |
| 29 августа 2009  | София             | Болгария       | Стадион Васил Левски             |
| Азия             |                   |                |                                  |
| Дата             | Город             | Страна         | Площадка                         |
| 1 сентября 2009  | Тель-Авив         | Израиль        | Yarkon Park                      |
| 2 сентября 2009  | Тель-Авив         | Израиль        | Yarkon Park                      |